# スタートフィヨルド油田
スタートフィヨルド油田（スタートフィヨルドゆでん、英語：the Statfjord oil field、ノルウェー語：Statfjordfeltet）は、1979年に操業を開始した北海油田を構成する油田、ガス田の一つである。北海におけるイギリス・ノルウェー間の海上国境に近いノルウェーの領海にスタートフィヨルド油田は位置しており、エクイノールやエクソンモービル、コノコフィリップスなどがこの油田を運営している。最盛期には日量700,000バレル以上の生産高を誇っていた。採掘された原油は海上で石油タンカーに積載、直接精製所に運ばれ、また、天然ガスはパイプライン--Statpipe pipeline--を通してノルウェー本土に送られる。
スタートフィヨルド油田はA、B、Cの3つの石油プラットフォームから構成されており、いずれの石油プラットフォームも約250,000トンのコンクリートと、約40,000トンの施設から成り立っている。
スタートフィヨルド油田はロシアを除く欧州において、原油及び天然ガスの日量生産高1位（850,204バレル、1987年1月16日）の記録を有しているが、近年では生産高にも翳りが見えており、日量70,000バレル以下の生産高である。
スタートフィヨルド油田は油田の操業としては晩年期を迎えており、元来の埋蔵量の60%以上をすでに採掘していることから、エクイノールは天然ガスの掘削に重点を置いている。エクイノールは油層圧を維持するために、油田にガスや水を流し込むことで天然ガスの生産量を増やし、2020年過ぎまでスタートフィヨルド油田を操業する予定である。

## 原油流出事故
2007年12月、原油を石油タンカーに積み出す最中に、数千バレルの原油が北海に流出した。ノルウェー石油監督局によると、推定21,750バレル（3,000トン）が流出し、ノルウェーの流出事故では過去2位の量となった。エクイノールによるとこの事故の原因は悪天候の中、貯蔵ブイから石油タンカーNavion Britannica号に原油を積み出した為としている。